# Дален (Саксония)
Дален (нем. Dahlen) — город в Германии, в земле Саксония. Подчинён административному округу Лейпциг. Входит в состав района Северная Саксония. Население составляет 4642 человека (на 31 декабря 2010 года). Занимает площадь 71,68 км². Официальный код — 14 3 89 080.
Город подразделяется на 10 городских районов.

## Города-побратимы
- Сесси (Франция, с 1998)